# Machaerium scleroxylon

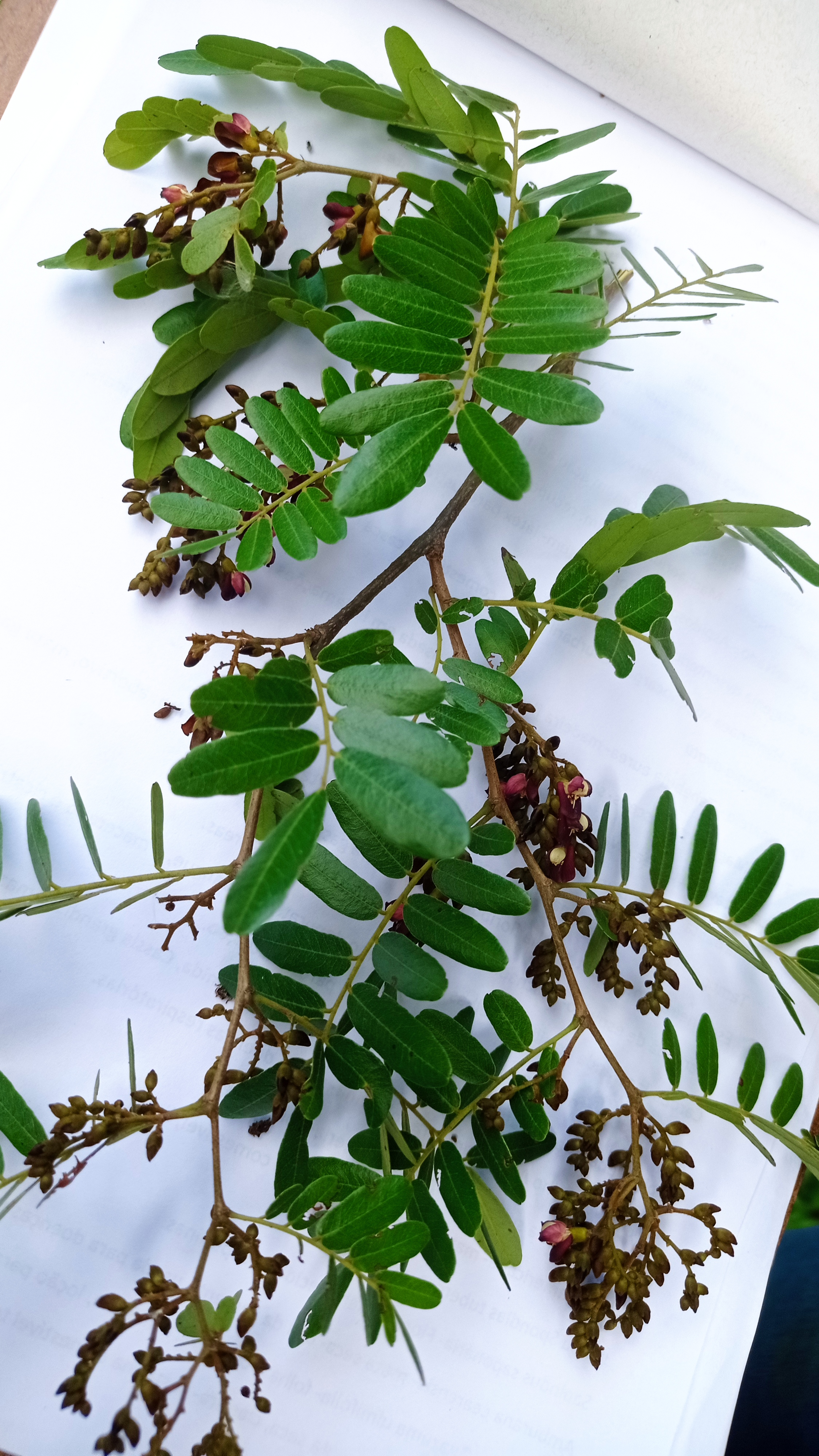
Blätter und Blütenstand

Machaerium scleroxylon ist eine Pflanzenart aus der Gattung Machaerium innerhalb der Familie der Hülsenfrüchtler (Fabaceae). Machaerium scleroxylon ist in Ost-, Süd- und Mittelbrasilien, Paraguay, im nördlichen Argentinien und Bolivien verbreitet. Sie wird auch als Caviúna oder Santos-Palisander bezeichnet, obwohl sie eigentlich kein Palisander ist. Als Palisander werden sonst nur einige Arten aus der Gattung der Dalbergien bezeichnet.

## Beschreibung

### Vegetative Merkmale
Machaerium scleroxylon wächst als laubabwerfender Baum und erreicht Wuchshöhen von bis zu 30 Metern sowie Stammdurchmesser von bis zu 90 Zentimetern. Er bildet eine dichte Krone. Der Stamm ist unten geriffelt. Die grau-bräunliche Borke blättert in Streifen oder Platten ab. Die jungen Zweige haben viele Stacheln.
Die wechselständig an den Zweigen angeordneten Laubblätter sind in Blattstiel und Blattspreite gegliedert. Die unpaarig gefiederte Blattspreite besitzt eine behaarte Rhachis und ist bis etwa 11 Zentimeter lang und besitzt 9 bis 16 Fiederblättchen. Die kurz gestielten Blättchen sind bei einer Länge von bis etwa 3 Zentimetern und einer Breite von bis zu 1 Zentimeter eiförmig bis verkehrt-eiförmig oder elliptisch. Das obere Ende der Blättchen ist gerundet bis eingebuchtet und teils abgesetzt, gegliedert, die Ränder sind ganz. Sie sind unterseits heller und leicht behaart. Es sind dornige Nebenblätter vorhanden.

### Generative Merkmale
Die end- und seitenständigen, traubigen oder rispigen Blütenstände besitzen eine behaarte Rhachis und enthalten viele sitzende Blüten. Es sind dornige Deckblätter vorhanden. Es sind aufgesetzte, behaarte Vorblätter vorhanden.
Die zwittrigen Blüten sind zygomorph und fünfzählig mit doppelter Blütenhülle. Die fünf außen samtig purpurfarben behaarten Kelchblätter sind glockenförmig verwachsen. Es sind fünf Kelchzähne erkennbar. Die samtige Kronen weist die Form einer typischen Schmetterlingsblüte auf und ist weiß, cremefarben sowie purpurfarben behaart. Die zehn Staubblätter sind monadalphisch. Es ist ein polsterförmiger Diskus vorhanden. Der gestielte Fruchtknoten ist fein behaart.
Die bräunlichen, flachen Flügelnüsse (Samara) sind 5 bis 6 Zentimeter lang und enthalten nur einen Samen. Die Samen sind bei einer Länge von bis zu 10 Millimetern nierenförmig und abgeflacht.
Die Chromosomenzahl beträgt 2n = 20.

## Taxonomie
Die Erstbeschreibung von Machaerium scleroxylon erfolgte 1844 durch Edmond Tulasne in Archives du Muséum d'Histoire Naturelle, Paris. Tome IV, Sirou, 1844, Seite 92–93.

## Holz
Das rötliche, mittel- bis schwere und harte, beständige Holz des Santos Palisanders wird nicht als echter Palisander, sondern als Ersatzholz für den geschützten Rio-Palisander verwendet. Es wird auch als Bolivianisches oder Santos Rosenholz oder Pau Ferro und Morado, Kayenne bzw. Cayenne Palisander bezeichnet.

## Allergene Wirkung
Allergologisch bedeutsame Inhaltsstoffe des Holzes sind das (R)-2,3-Dimethoxy-5-(1-phenyl-2-propenyl)-2,5-cyclohexadien-1,4-dion [(R)-3,4-Dimethoxydalbergion] und dessen Hydrochinon, die in Gesamtkonzentrationen von 1,4–6,1 % bzw. 1,2–4,9 % enthalten sein können.
Sensibilisierungen treten nach Kontakt mit Holzstaub oder mit massivem Holz auf. Konzentrationen von mehr als 1 % 3,4-Dimethoxydalbergion im Holz können primär toxische Dermatitis hervorrufen und Menschen bereits bei einmaligem Kontakt sensibilisieren.

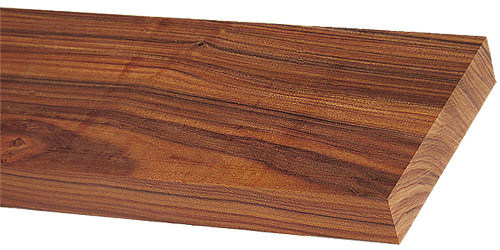
Massivholz
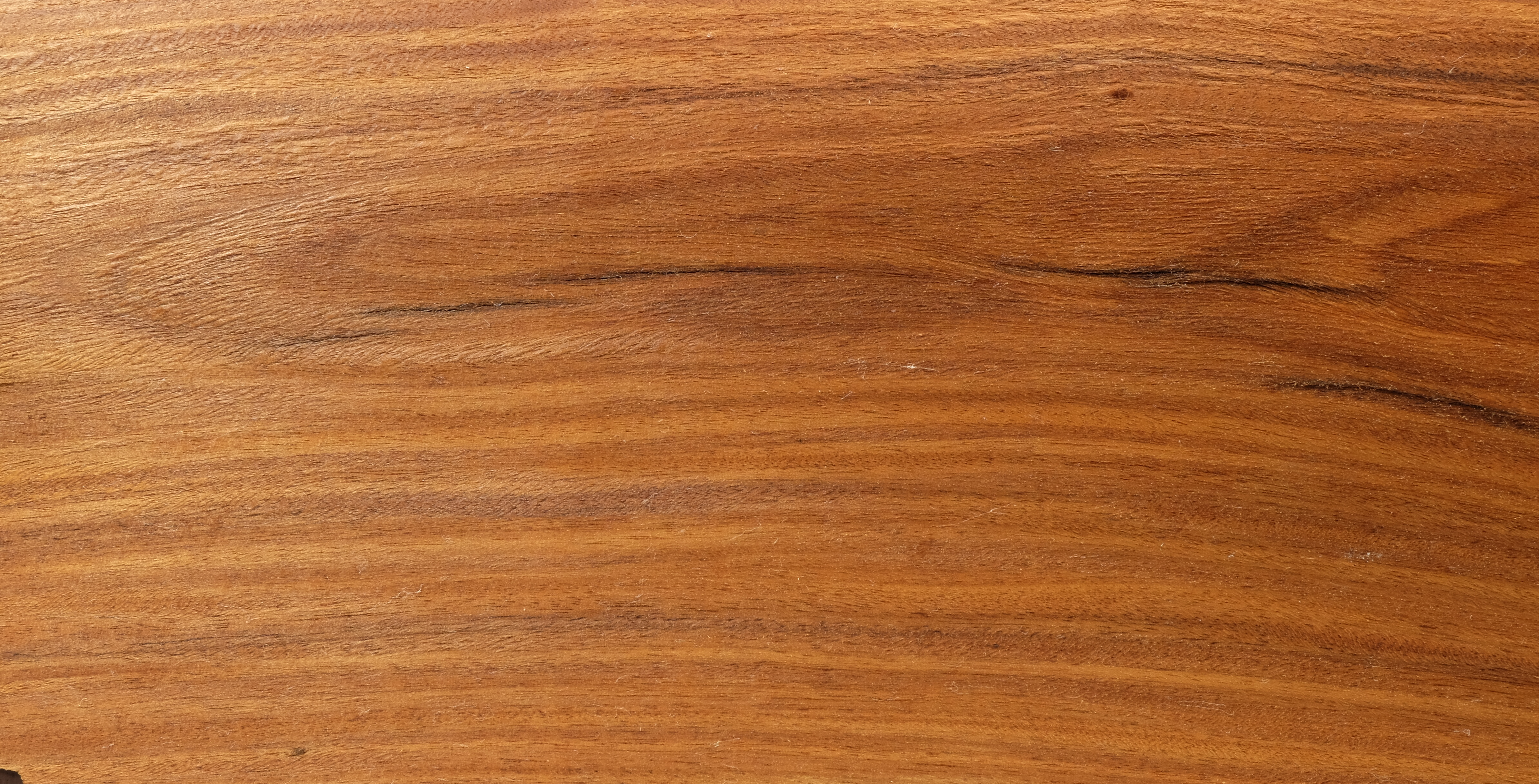
Santos-Furnier
(R)-3,4-Dimethoxydalbergion C17H16O4[11]